# Petri Kató
Petri Kató (írásváltozata Petry, 1933-ig Petrusek Katalin Mária/Melánia) (Budapest, 1902. október 29. – Budapest, 1960. január 14.) operaénekes (szoprán).

## Életpályája
Szülei: Petrusek (Petri) Miksa és Friedmann Róza voltak. Magánúton végezte tanulmányait. Gyermekkorától egyházi énekesként tartották számon. Budapest templomaiban állandó szólistaként szerepelt. 1930-tól több önálló hangversenyt adott a Zeneakadémián és több vidéki városban. 1923–1959 között a Magyar Állami Operaház énekkarának tagja volt. Néhány comprimarioszerepben is fellépett.
Papp László bírkózó 1937-es esküvőjén is énekelt.
Sírja a Farkasréti temetőben látogatható (28/2-1-27).

## Szerepei
- Erkel Ferenc: Hunyadi László – Egy hölgy
- Kacsóh Pongrác: János vitéz – Udvari dáma
- Lehár Ferenc: A mosoly országa – Vali
- Giacomo Puccini: Pillangókisasszony – Cso-cso-szán unokanővére
- Giacomo Puccini: Angelica nővér – Lucilla
- Giacomo Puccini: Turandot – Első udvarhölgy
- Ottorino Respighi: A láng – Lucilla nővér
- Richard Strauss: A rózsalovag – Nemesi árva
- Unger Ernő: Petőfi – Mária
- Giuseppe Verdi: Rigoletto – Ceprano grófné
- Richard Wagner: Parsifal – I. apród

## Díjai, elismerései
- 1954 – Szocialista kultúráért[8]